# Пригоди містера Піткіна у лікарні
«Пригоди містера Піткіна у лікарні» (англ. A Stitch In Time) — комедія 1963 року режисера Роберта Ешера (1915–1979) з Норманом Віздомом у головній ролі.

## Сюжет
Норман Піткін (Норман Віздом) є учнем пана Грімсдейла (Едвард Чепмен) — старомодного м'ясника. Коли до їх крамниці увірвався молодий грабіжник, пан Грімсдейл (за порадою Нормана) сховав свій золотий годинник у роті, але випадково його проковтнув. Пригоди Піткіна у лікарні починаються тоді, коли пана Грімсдейла відправили до лікарні, де Піткін випадково стає учасником неймовірних і смішних подій, які в більшості випадків виникають з його вини.